# Tupelo
|  | Denne artikel omhandler byen Tupelo. For at se artiklen om Tupelotræ/Nyssa, se Tupelotræ. |
Tupelo er en by i staten Mississippi, USA. Indbyggertal i 2006 var 36.000. Første gang Tupelo var med i en folketælling var i 1870 med et indbyggertal på 618.
I 1934 fik Tupelo, som den første by i dalen, elektrisk lys. Elektriciteten blev leveret af det statslige udviklingsselskab "Tennessee Valley Authority" (TVA). I 1935 aflagde præsident Franklin D. Roosevelt Tupelo et visit for at markere byens status som "First TVA City".

## Elvis Presley
Tupelo er kendt som fødeby for Elvis Aaron Presley, der blev født i et fattigt arbejderhjem på Old Saltillo Road i East Tupelo den 8. januar 1935 af Gladys (mor) og Vernon (far). Elvis' tvillingebroder, Jesse Garon Presley, døde i fødslen. I 1948 flyttede Elvis med sine forældre til Memphis, Tennessee.
En af de bedst kendte koncerter fra Elvis Presleys allertidligste periode fandt sted i Tupelo i juni 1956. Koncerten blev afviklet på "Mississippi-Alabama State Fair & Dairy Show" og er siden blevet kendt som "Elvis Presley Homecoming Show".
Elvis' fødehjem, et to-rums træhus bygget af Vernon Presley, er i dag indrettet som museum med offentlig adgang. Museet er med et årligt besøgstal på over 100.000 det centrale omdrejningspunkt i byens turisme. Nær museet er der rejst en bronze-statue i naturlig størrelse, der forestiller Elvis, da han som 13-årig flyttede fra byen.

## Links
- Byens hjemmeside